# Terra Indígena Santana
A Terra Indígena Santana Bakairi (Iemârire) está localizada a aproximadamente 140 km do município de Nobres, região central do Estado do Mato Grosso.

## História
Os Bakairis do Rio Novo, como registra o etnógrafo Karl Von Den Steinen em 1884, já estavam presentes na região onde atualmente localiza-se a Terra indígena Santana. Este grupo Bakairi, em tempos imemorial, dispersou dos demais Bakairi seguindo em direção as cabeceiras do Rio Arinos. O mesmo grupo foi o primeiro a ser contactado pelos não indígenas, consequentemente os primeiros a sofrerem as consequências da colonização. Sobre isso, Steinen relata indícios de impactos sócio-culturais sobre o modo de vida dos Bakairi do Rio Novo, nos anos de 1884: “O povinho levava uma vida idílica. Tratava do gado e lavoura, ia à caça, plantava mandioca, feijão, milho, arroz, algum fumo e açúcar. Eram civilizados, apesar das orelhas e do septo nasal perfurados (...) Todos entendiam, pelo menos, migalhas de português”.

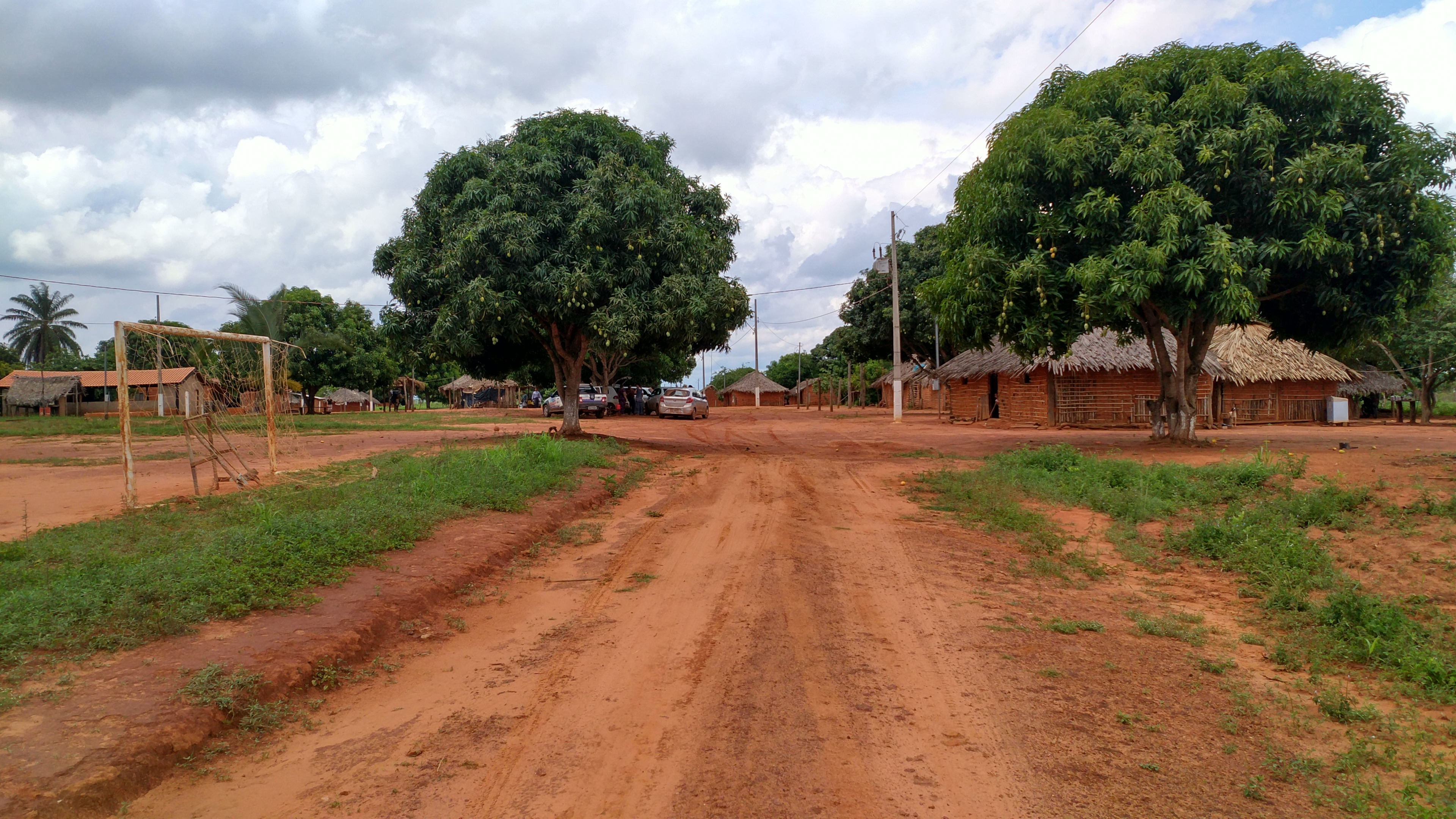
Nova Canaã, uma das aldeias da Terra indígena Santana.

A primeira liderança destacada entre os Bakairi era conhecido por Capitão Reginaldo I'elu, sobre o qual temos as seguintes informações "...sempre demostrou interesse nas anotações do expedicionário alemão, acresce ainda que possuía a qualidade admirável de uma fácil apreensão, exprimindo-se, de maneira clara, em português, embora rude”. Ainda sobre capitão Reginaldo, sabe se que foi o principal responsável pela primeira demarcação da Área Indígena Bakairi, que ocorreu em 1905, através do Ato nº 362, de 24 de abril/1905 de iniciativa do Governo Estadual.
A criação do Posto Indígena Santana, em 1965, foi reivindicação dos próprios Bakairis do Rio Novo, como forma de assegurar parte do território tradicional, através do Serviço de Proteção aos Índio, pois a mesma estava sendo invadida por fazendeiros. Assim, quatro Bakairis (sendo eles Palmiro Barata, Manoel Murito, Egideo Sapâe e Baselino Maiura) caminharam a pé até Cuiabá, onde estava localizado a 6ª Inspetoria Regional do SPI, para expor junto ao órgão indígena da época as suas necessidades.
João Viegas Muniz foi o primeiro chefe do Posto indígena Santana, em 1965.
E assim, o povo Kurâ Bakairi do Rio Novo presenciou as mudanças ao decorrer dos 3 últimos séculos. A aldeia Santana é a aldeia mãe das demais aldeias que atualmente existem no território da Terra Indígena Santana, sendo elas Aldeia Nova Canaã e Aldeia Quilombo (Igu Iâ'o). 